# Baranya (ancien comitat)
Pour les articles homonymes, voir Baranya (homonymie).
Le comitat de Baranya (en hongrois : Baranya vármegye ; en croate :  Baranjska županija ; en serbe : Барања жупанија et en allemand : Branau) est une ancienne subdivision administrative du royaume de Hongrie. Son territoire s'étendait sur le sud de l'actuelle Hongrie. Son chef-lieu était Pécs.

## Géographie
Le comté de Baranya correspondait approximativement à l'ancienne région historique du Baranya, correspondant aux plaines et marécages situés au nord de la rivière Drave et à l'ouest du fleuve Danube.
Il était bordé par les comités de Somogy à l'ouest, Tolna au nord, Bács-Bodrog à l'est et Virovitiça au sud (ce dernier faisant partie du royaume de Croatie-Slavonie de 1868 à 1918).
Sa superficie, qui a varié au fil des siècles, était de 5 176 km2 en 1910.

## Histoire
Le comté de Baranya est un des premiers comtés à être apparu dans le royaume de Hongrie au cours du XIe siècle. Étienne Ier de Hongrie fonda un siège épiscopal dans le chef-lieu du comté. Au XVIe siècle, l'Empire ottoman conquit le Baranya et l'inclut dans le sanjak de Mohács.
Après la bataille de Mohács (1687), le Baranya fut repris par la monarchie de Habsbourg et inclus dans le royaume de Hongrie. La région, peu peuplée et peu mise en valeur du fait des nombreux marécages, fut peuplée de migrants germanophones (dits Souabes du Danube) que l'empire des Habsbourg appela à venir peupler et valoriser la région.

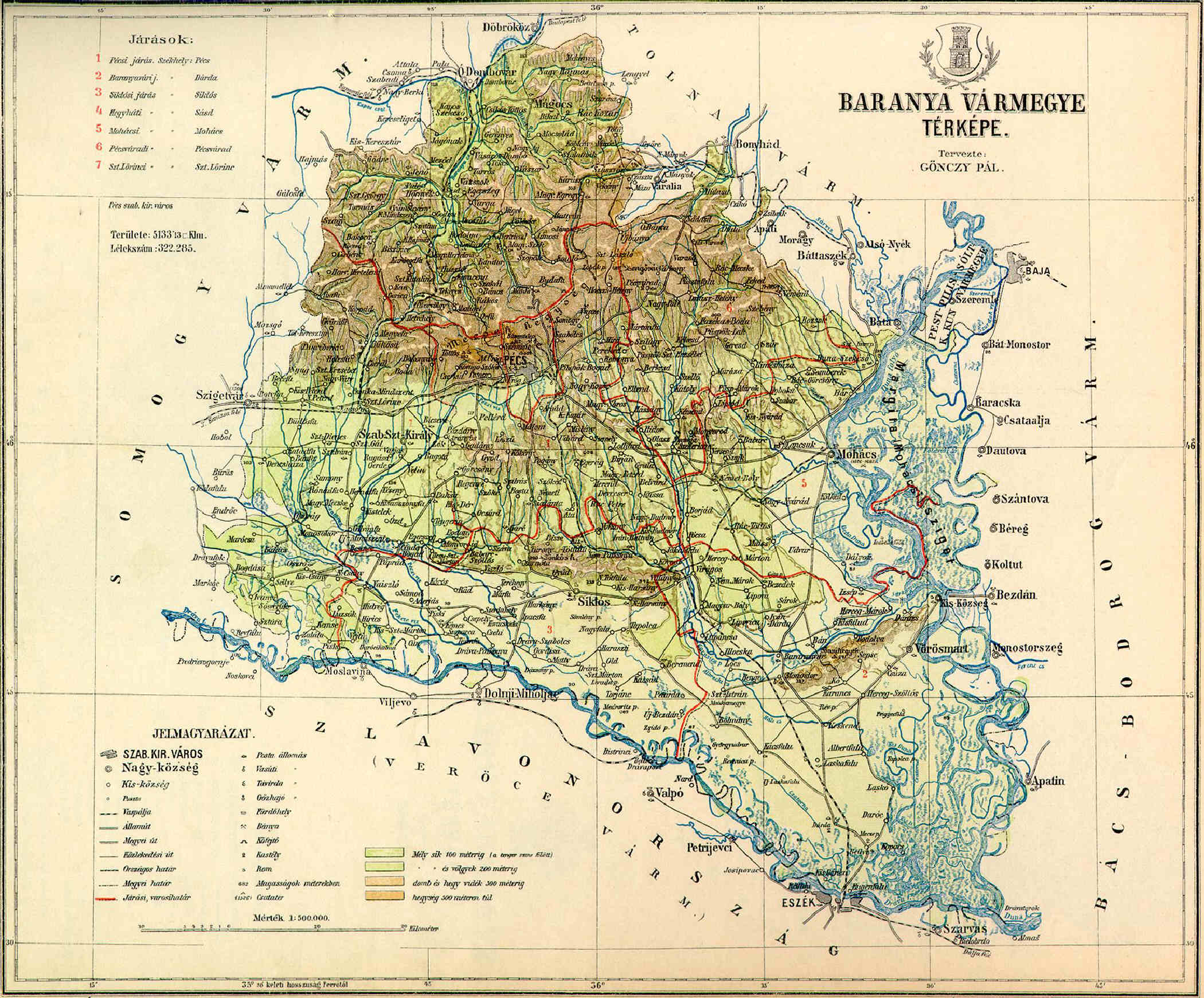
Carte du comitat de Baranya en 1890

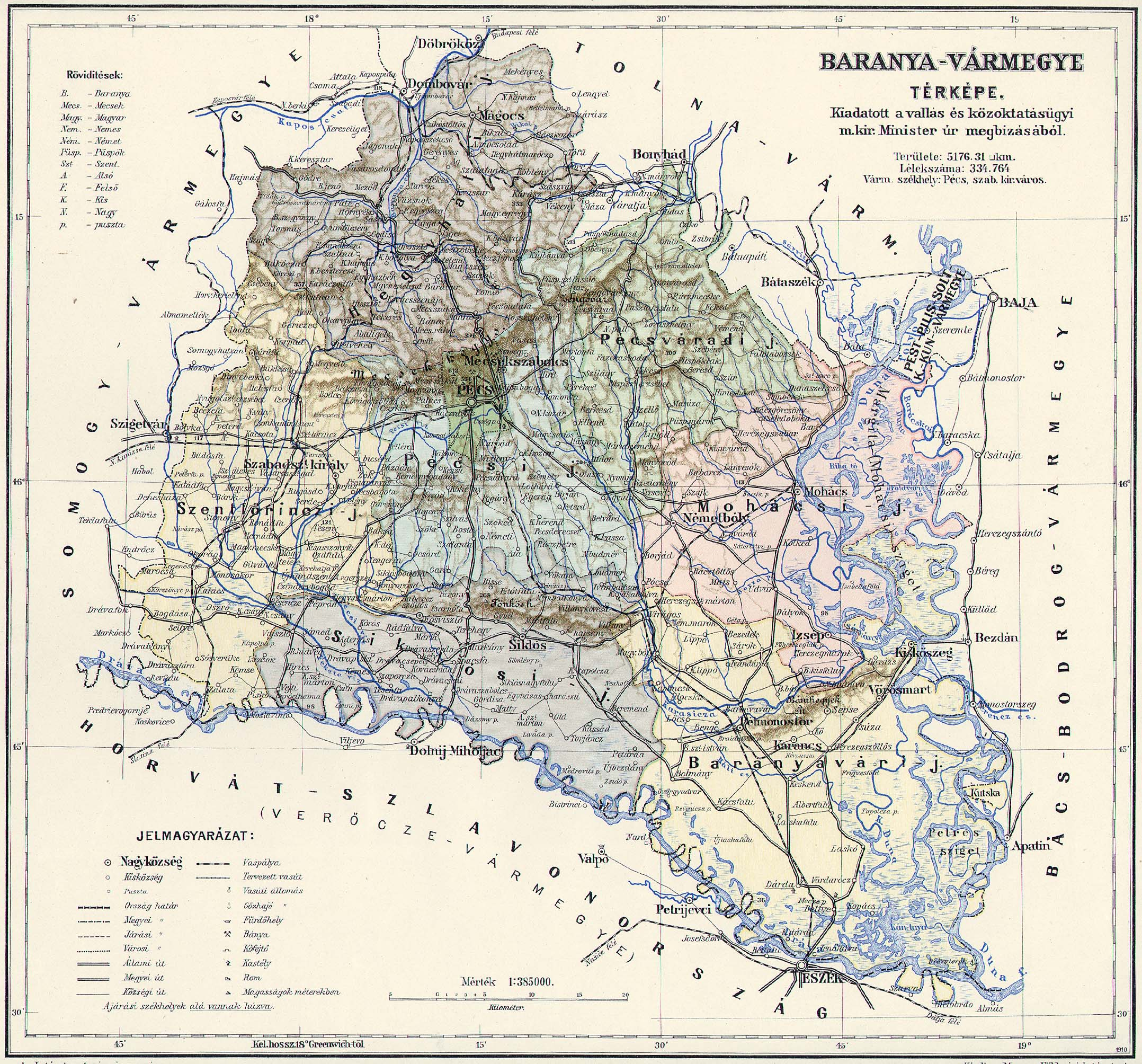
Carte du comitat de Baranya au début du XXème siècle